# I-47
I-47 — підводний човен Імперського флоту Японії, який брав участь у Другій світовій війні.
Корабель спорудили на верфі ВМФ у Сасебо (західне узбережжя Кюсю). Човни типу C (він же клас I-16), до яких належав I-47, мали великі розміри (їх надводна водотоннажність перевищувала підводний показник океанських субмарин США) та за проєктом могли нести мінісубмарину для диверсійних операцій. Втім, на момент входження І-47 до складу флоту застосування цих мінісубмарин стало неактуальним.
Після кількох місяців звичайних тренувань човен у жовтні 1944-го переобладнали в носія керованих торпед «кайтен».

## Атака на Уліті
8 листопада 1944-го I-47 разом зі ще двома човнами, що несли «кайтени», вирушив із Внутрішнього Японського моря для атаки на стоянки ворожих кораблів на заході Каролінських островів (тут американці висадились ще у вересні). Для I-47 та I-36 за ціль обрали якірну стоянку на атолі Уліті, який лежить приблизно посередині між Гуамом і Палау.
16 листопада 1944-го розвідувальний літак, що вилетів з Труку, доповів про наявність у лагуні Уліті кількох авіаносців та лінкорів, не рахуючи численних менших кораблів та суден. 19 листопада I-47 досягнув району на захід від Уліті та невдовзі після настання 20 листопада сплив для запуску своїх чотирьох кайтенів (I-36 тієї ж ночі запускав апарати на схід від атола). За дві години по тому один з кайтенів зміг уразити та потопити американський флотський танкер, ймовірно, цього успіху досягнув апарат саме з I-47.
30 листопада 1944-го I-47 повернувся до Куре, де став готуватись до наступної подібної місії (японці помилково вважали, що атака на Уліті призвела до потоплення 3 авіаносців та 2 лінкорів).

## Похід до Порт-Холландія
25 грудня 1944-го I-47 полишив Японію та попрямував до Порт-Холландія на північному узбережжі Нової Гвінеї (всього наприкінці грудня наказ на атаки кайтенами проти п'яти локацій дістали шість підводних човнів). 30 грудня під час переходу I-47 підібрав у Філіппінському морі 8 японських військовослужбовців, які брали участь у диверсійній атаці американського аеродрому на острові Гуам, а потім 32 дні дрейфували на човні.
8 січня 1945-го розвідувальний літак доповів про наявність у Порт-Холландія сорока великих транспортів на стоянці в бухті Гумбольдт-Бей та ще десяти малих на зовнішньому рейді. 11 січня човен наблизився до Порт-Холландія та в ніч проти 12 січня в підводному положенні досягнув зони, де провів запуск чотирьох кайтенів. Далі I-47 сплив та полишив район, при цьому приблизно через годину після запуску торпед спостерігав стовп полум'я зі сторони Гумбольдт-Бей. Фактично останнє стало результатом випадкової детонації кайтену за кілька сотень метрів від одного з транспортів, який зазнав незначних пошкоджень (за кілька хвилин до того інший кайтен врізався в борт цього ж транспорту, проте не вибухнув). Втім, японське командування зарахувало I-47 знищення аж чотирьох ворожих суден.
1 лютого 1945-го I-47 повернувся до Японії, де з нього демонтували палубну гармату, що дозволяло збільшити кількість кайтенів до шести.

## Виходи до Окінави
29 березня 1945-го I-47 вирушив у море із завданням атакувати ворожий флот, який за кілька діб до того почав атаку на острів Окінава. Тієї ж доби при проходженні через протоку Бунго (розділяє острова Кюсю та Сікоку) I-47 був атакований ворожим літаком. Останньому вдалось потопити допоміжний мисливець за підводними човнами, який забезпечував перехід субмарини, проте сам I-47 вдало занурився. Після заходу сонця човен сплив і знову був виявлений ворожими літаками, які скинули глибинні бомби, що завдали I-47 лише незначні пошкодженні.
Вночі 30 березня 1945-го човен перебував уже біля південного завершення Кюсю та провадив підзарядку батарей, коли його виявили два ворожі патрульні кораблі. I-47 екстрено занурився, після чого почалось одинадцятигодинне переслідування. Хоча човен отримав пошкодження перископа та почався витік палива, йому в підсумку вдалось відірватись. Після сплиття на поверхню з'явилась нова загроза — I-47 помітили та атакували два літаки, які скинули два десятки глибинних бомб. Втім, човен зазнав лише незначних пошкоджень, хоча одна з бомб, що не здетонувала, застрягла в корпусі.
31 березня 1945-го I-47 увійшов до затоки Ушіноура на південному узбережжі Кюсю для інспекції свого стану, після якої дістав наказ повертатись на базу. До 15 квітня човен проходив доковий ремонт у Куре.
22 квітня 1945-го I-47 знову вирушив у море із завданням діяти на схід від Окінави. 26 квітня на човні вийшов з ладу один із дизелів, проте за дві доби його вдалось відремонтувати власними силами.
1 та 2 травня 1945-го в районі за кілька сотень кілометрів на південний схід від Окінави I-47 атакував два конвої — перший раз звичайним чотирьохторпедним залпом, а удруге за допомогою трьох кайтенів. Хоча на човні чули вибухи, проте жодних успіхів насправді досягнути не вдалось. 7 травня 1945-го I-47 виявив радаром ціль, яку класифікували як крейсер. Для атаки використали один кайтен (ще два через несправності не могли бути запущені) та доповіли командуванню про влучання, хоча і в цьому випадку атака не принесла результату.
12 травня 1945-го човен повернувся на базу, після чого до середини червня проходив ремонт.

## Похід до Філіппінського моря
19 липня 1945-го I-47 вирушив з бази із первісним наказом діяти між Окінавою (на той час цей острів вже повністю перейшов до рук союзників) та Маріанськими островами. З 23 липня човен патрулював у визначеній зоні, проте не зміг досягнути успіху, після чого 29 липня отримав наказ перейти у район на північний схід від Філіппін.
30 липня 1945-го човен потрапив у тайфун, що заваджало завершити зарядку батарей та зануритись. За дві доби по тому, 1 серпня, шторм зірвав один з кайтенів, тоді як інші тримались на палубі, проте мали течі. У підсумку 6 серпня I-47 дістав наказ повертатись і 13 серпня прибув на базу.
15 серпня 1945-го Японія оголосила про капітуляцію, при цьому екіпаж I-47 спершу вирішив не виконувати цей рескрипт. Матроси з човна захопили на одному з фрегатів продовольство та почали готуватись до переходу в Меланезію, де розраховували продовжити боротьбу разом із гарнізоном Рабаула. Втім, реалізувати цей план було неможливо через нестачу палива і екіпаж покинув I-47.
У вересні 1945-го I-47 потрапив до рук союзників, а 1 квітня 1946-го був затоплений у Східнокитайському морі.

## Бойовий рахунок
| Дата       | Назва        | Тип    | Тоннаж | Місце           |
| 20.11.1944 | Mississinewa | танкер | 11316  | 9°59'N 139°40'E |